# Cory Wade
Cory Nathaniel Wade (né le 28 mai 1983 à Indianapolis, Indiana, États-Unis) est un lanceur de relève droitier sous contrat avec les Royals de Kansas City de la Ligue majeure de baseball.

## Carrière

### Dodgers de Los Angeles

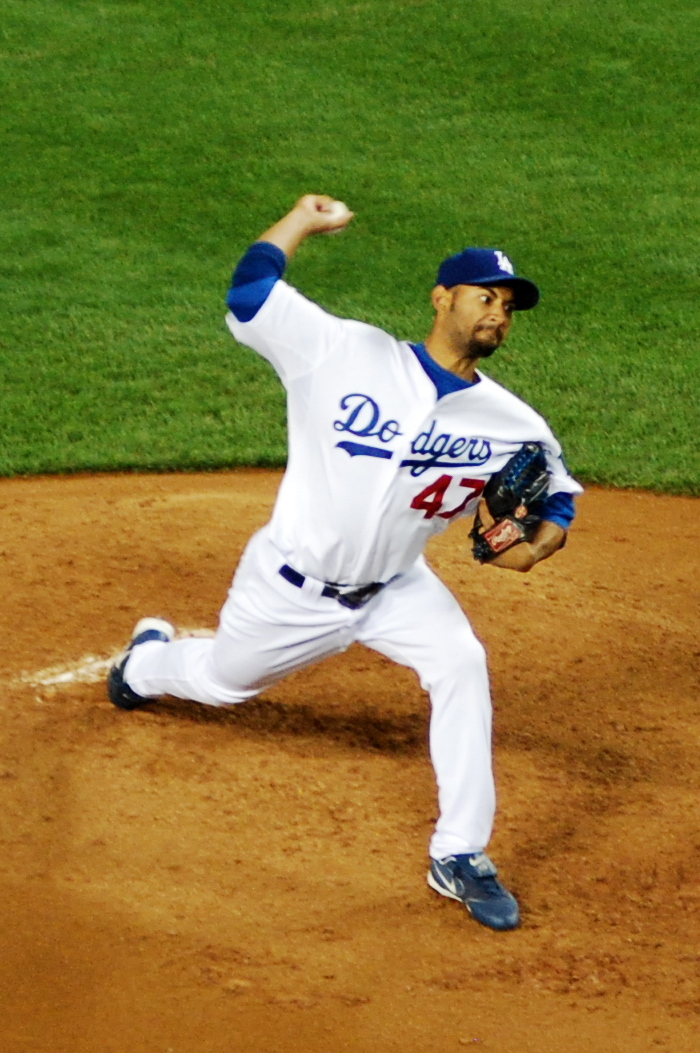
Cory Wade lançant en 2008 pour les Dodgers.

Après des études secondaires à la Broad Ripple High School d'Indianapolis (Indiana), Cory Wade suit des études supérieures au Kentucky Wesleyan College. Il est drafté le 7 juin 2004 par les Dodgers de Los Angeles au dixième tour de sélection. Il débute dans les majeures le 24 avril 2008. À sa saison recrue, il effectue 55 sorties comme lanceur de relève et passe 71 manches et un tiers au monticule. Il affiche une excellente moyenne de points mérités de 2,27 et remporte 2 victoires contre une défaite. Il lance dans chacun des matchs de la Série de division où les Dodgers éliminent les Cubs de Chicago. En revanche, il encaisse une défaite en 4 sorties lors de la Série de championnat face aux Phillies de Philadelphie.
Durant la saison 2009, sa fiche victoires-défaites est de 2-3 avec une moyenne de 5,53 en 27,2 manches lancées en 27 sorties. Retourné aux ligues mineures, il passe le reste de la saison avec le club-école AAA des Dodgers, les Isotopes d'Albuquerque. La saison suivante, il doit se contenter d'évoluer exclusivement en ligues mineures.
Wade rejoint les Rays de Tampa Bay en 2011 via un contrat de ligues mineures. Il s'engage le 17 novembre 2010. Il joue en ligues mineures jusqu'à ce que les Rays le libèrent de son contrat en juin. 

### Yankees de New York
Il rejoint alors les Yankees de New York et est brillant pour le reste de la saison avec une moyenne de points mérités de 2,04 en 39 manches et deux tiers lancées, six victoires, une seule défaite en 40 matchs joués. En séries éliminatoires, il lance deux manches sans accorder de point aux Tigers de Détroit. 
En 39 matchs et 39 manches lancées pour les Yankees en 2012, sa moyenne de points mérités s'élève à 6,46 avec une victoire, une défaite et 38 retraits sur des prises.

### Royals de Kansas City
En 2013, Wade ne lance qu'en ligues mineures avec des clubs affiliés aux Cubs de Chicago, aux Rays de Tampa Bay et aux Mets de New York puis, le 15 décembre, il signe un contrat avec les Royals de Kansas City.

## Statistiques
| Saison | Équipe     | G  | GS | CG | SHO | V | D | SV | IP   | SO | ERA  |
| ------ | ---------- | -- | -- | -- | --- | - | - | -- | ---- | -- | ---- |
| 2008   | LA Dodgers | 55 | 0  | 0  | 0   | 2 | 1 | 0  | 71.1 | 51 | 2,27 |
| 2009   | LA Dodgers | 27 | 0  | 0  | 0   | 2 | 3 | 0  | 27.2 | 18 | 5,53 |
| Totaux | Totaux     | 82 | 0  | 0  | 0   | 4 | 4 | 0  | 99.0 | 69 | 3,18 |

| Saison | Équipe     | G | GS | CG | SHO | V | D | SV | IP  | SO | ERA  |
| ------ | ---------- | - | -- | -- | --- | - | - | -- | --- | -- | ---- |
| 2008   | LA Dodgers | 7 | 0  | 0  | 0   | 0 | 1 | 0  | 7.1 | 4  | 3,68 |
| Totaux | Totaux     | 7 | 0  | 0  | 0   | 0 | 1 | 0  | 7.1 | 4  | 3,68 |

Note : G = Matches joués ; GS = Matches comme lanceur partant ; CG = Matches complets ; SHO = Blanchissages ; 
V = Victoires ; D = Défaites ; SV = Sauvetages ; IP = Manches lancées ; SO = Retraits sur des prises ; ERA = Moyenne de points mérités.